# Агадырьская поселковая администрация
Агадырьская поселковая администрация (каз. Ақадыр кенттік әкімдігі) — административная единица в составе Шетского района Карагандинской области Казахстана. Административный центр — поселок Агадырь.
Население — 10136 человек (2009; 11140 в 1999; 13713 в 1989).

## Состав
| Населённый пункт           | Население, человек (1989) | Население, человек (1999) | Население, человек (2009) |
| -------------------------- | ------------------------- | ------------------------- | ------------------------- |
| Агадырь, посёлок           | 12387                     | 10564                     | 9612                      |
| Айрин, станционный поселок | 182                       | -                         | -                         |
| Аксоран, село              | 127                       | -                         | -                         |
| Жумабай, село              | 80                        | -                         | -                         |
| Подхоз, село               | 141                       | 271                       | 53                        |
| Сарыши, село               | 796                       | 305                       | 471                       |

### Зимовки
- с. Подхоз
  1. зимовка Аксенгир
  2. зимовка Былкылдак
  3. зимовка Каракудук
  4. зимовка Кызылкесик
  5. зимовка Майлыбай
- с. Сарыши
  1. зимовка Айнабулак
  2. зимовка Акбаз
  3. зимовка Аксарлы
  4. зимовка Аксоран 1
  5. зимовка Байдаулет
  6. зимовка Байташ
  7. зимовка Баякожа
  8. зимовка Бесапан
  9. зимовка Боранколь
  10. зимовка Домалак
  11. зимовка Донгал
  12. зимовка Жумабай
  13. зимовка Караоба
  14. зимовка Кызылтас
  15. зимовка Мангель
  16. зимовка Мектеп
  17. зимовка Мектеп II
  18. зимовка Мукаш
  19. зимовка Сарышокы
  20. зимовка Сиыркон
  21. зимовка Шоладыр
  22. зимовка Донгал II[6]